# Castrillo de Riopisuerga
Castrillo de Riopisuerga es una localidad y un municipio situados en la provincia de Burgos, en la comunidad autónoma de Castilla y León (España), comarca de Odra-Pisuerga, partido judicial de Burgos, cabecera del ayuntamiento de su nombre.

## Geografía
La localidad se sitúa en la margen izquierda del Pisuerga, al este de Rezmondo . Su término comprende las localidades de Castrillo e Hinojal de Riopisuerga, enclavado al norte, y se sitúa a ambas márgenes del río. El canal de Castilla atraviesa el municipio que tiene un área de 17,44 km² con una población de 58 habitantes (INE 2024) y una densidad de 3,96 hab/km².

## Demografía

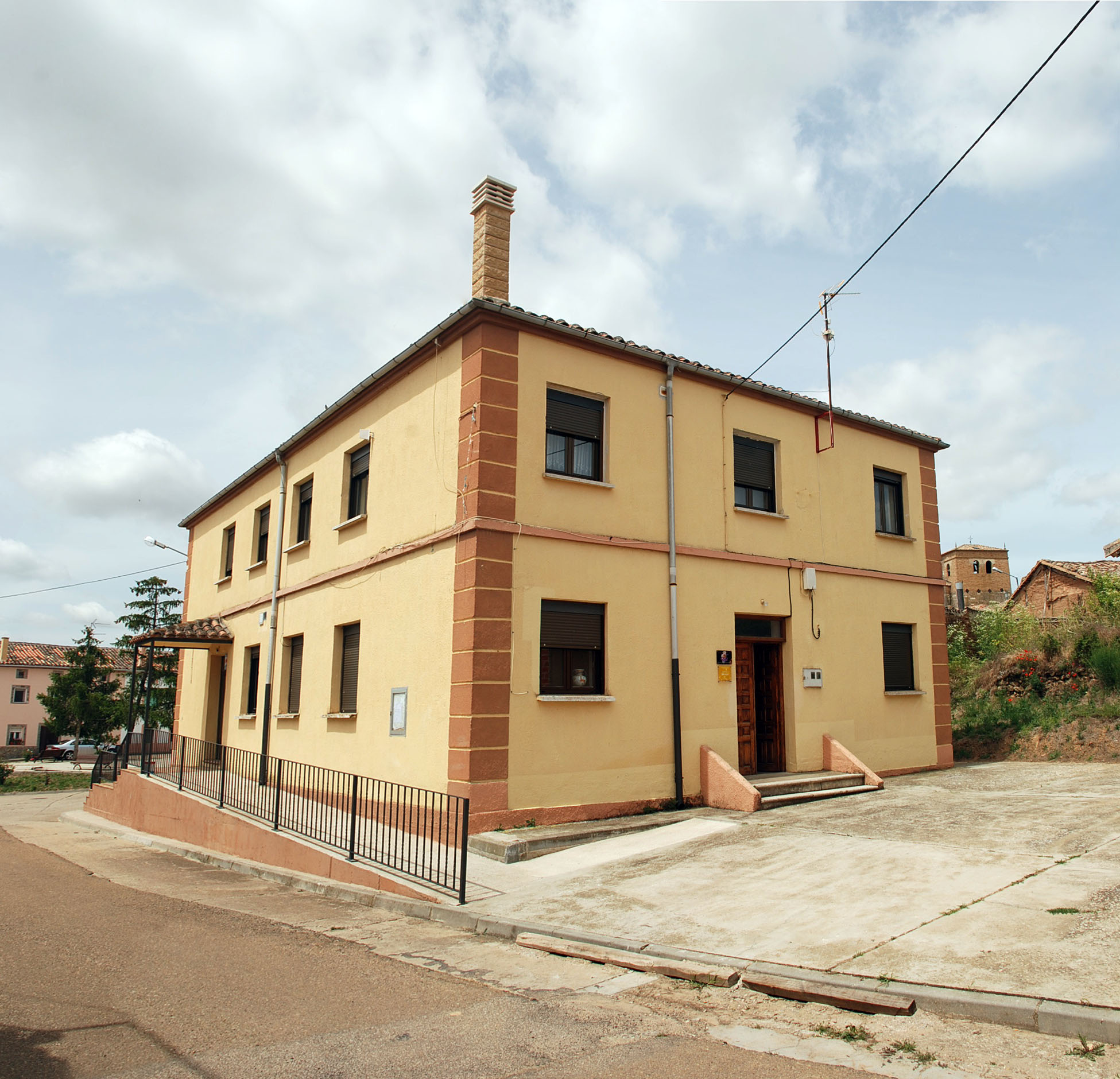
Casa consistorial

Castrillo de Riopisuerga cuenta con una población de 58 habitantes (INE 2024).
| Gráfica de evolución demográfica de Castrillo de Riopisuerga entre 1842 y 2021 |
| |
| Población de derecho según los censos de población del INE. Población de hecho según los censos de población del INE.En este censo se denominaba Castrillo del Río Pisuerga: 1842. Entre el censo de 1857 y el anterior, crece el término del municipio porque incorpora a Hinojal de Riopisuerga. |

| 1991 |  | 1996 |  | 2001 |  | 2004 |  | 2013 |
| ---- |  | ---- |  | ---- |  | ---- |  | ---- |
| 109  |  | 97   |  | 79   |  | 87   |  | 69   |

## Comunicaciones
Carretera local BU-V-6204, entre Rezmondo y Zarzosa.

## Cultura

### Patrimonio

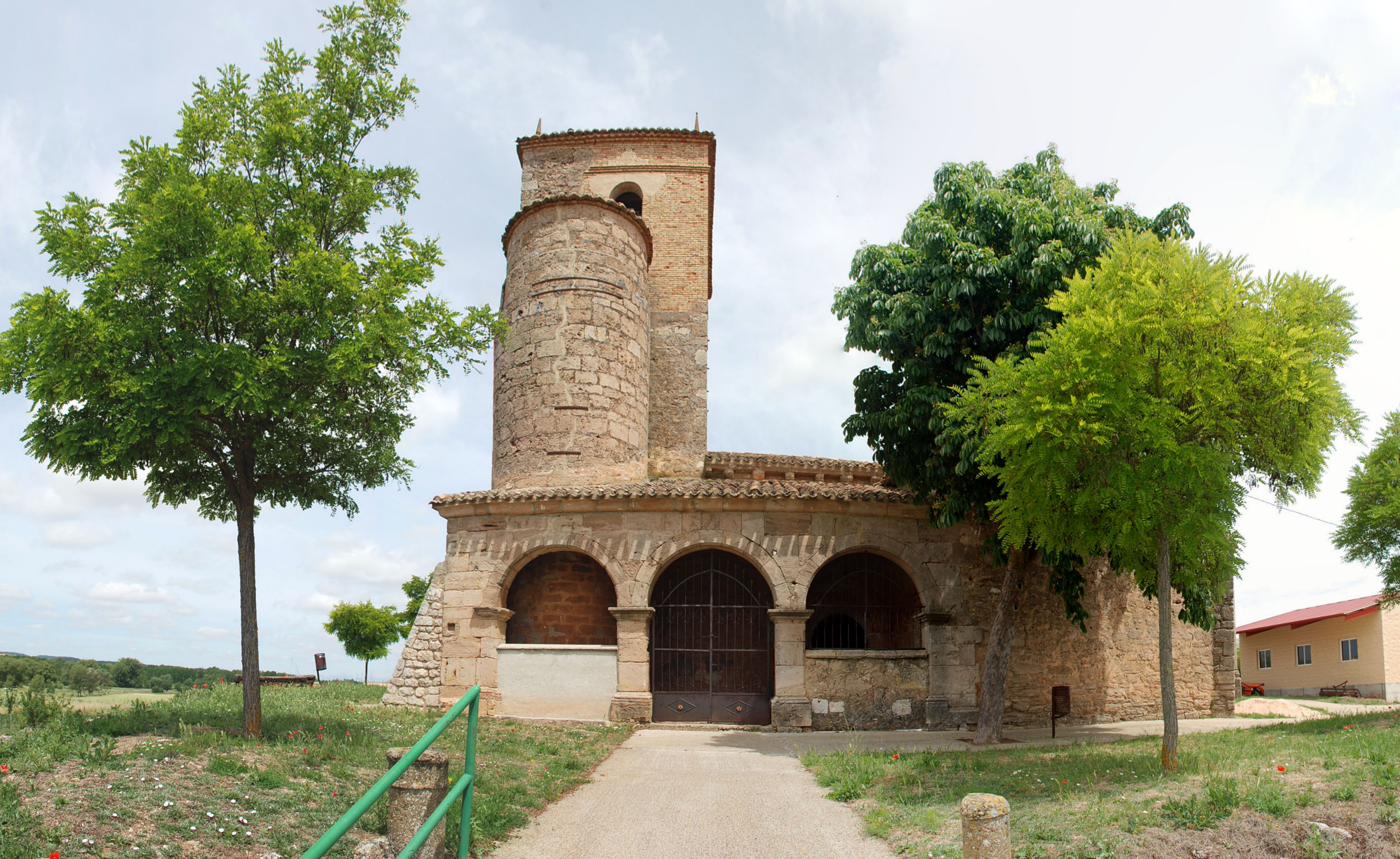
Iglesia de San Bartolomé en Castrillo de Riopisuerga

Iglesia de San Bartoloméábside románico, con varias fases constructivas.
Iglesia de San Martín.
Puente de la Campesina.
Esclusa 10 del Canal de Castilla

### Fiestas
- Fiesta local el 24 de agosto, San Bartolomé.